# Линч, Патрик Джеймс
Патрик Джеймс Линч (англ. Patrick James Lynch, 2 марта 1962), более известный как П. Дж. Линч (P. J. Lynch), — ирландский художник и иллюстратор детских книг.

## Биография
Линч родился в Белфасте (Ирландия) в 1962 году и был пятым, младшим ребёнком в семье. Линч с ранних лет интересовался искусством. Согласно его собственному утверждению в 1970-е годы Белфаст был «жутким» местом для подростка (см. Конфликт в Северной Ирландии), и привычка к рисованию и чтению являлась путём спасения от тех ужасов, что происходили вокруг.
В 1984 году Линч оставил учёбу в Университете Брайтона (Брайтон, Англия) и начал свою карьеру иллюстратора детских книг.
Линч живёт в Дублине с женой Барбарой и тремя детьми.

## Книжные иллюстрации
Первая книга, проиллюстрированная Линчем, сборник народных английских и валлийских сказок «Сумка лунного сияния» Алана Гарнера, была опубликована в 1986 году. Впоследствии Линч регулярно иллюстрировал книги подобной тематики – различные легенды, традиционные истории и, конечно же, сказки.
Также для художника привлекательна рождественская тема. Он создал иллюстрации к таким известным произведениям как «Дары волхвов» О.Генри и «Рождественская песнь в прозе: святочный рассказ с привидениями» Чарльза Диккенса, а также к «Рождественскому чуду мистера Туми» Сьюзан Войцеховски.
Линч создал иллюстрации к следующим книгам:

| - «Сумка лунного сияния», Алан Гарнер - Raggy Taggy Toys, Joyce Dunbar - Melisande, Эдит Несбит - «Ирландские сказки», Уильям Батлер Йейтс - East o' the Sun and West o' the Moon, в переводе George W. Dasent - «Стойкий оловянный солдатик», Ханс Кристиан Андерсен - The Candlewick Book of Fairy Tales, Sarah Hayes - «Снежная королева», Ханс Кристиан Андерсен - Catkin, Antonia Barber - «Рождественское чудо мистера Туми», Сьюзан Войцеховски - The King of Ireland's Son, Брендан Биэн - When Jessie Came Across the Sea, Amy Hest - An ABC Picture Gallery, П. Дж. Линч | - Grandad's Prayers of the Earth, Douglas Wood - The Names Upon the Harp: Irish Myth and Legend, Marie Heaney - Ignis, Gina Wilson - «Человек-пчела», Фрэнк Стоктон - «Рождественская песнь в прозе: святочный рассказ с привидениями», Чарльз Диккенс - «Дары волхвов», О.Генри - Lincoln and His Boys, Rosemary Wells - No One But You, Douglas Wood - The Story of Britain from the Norman Conquest to the European Union, Patrick Dillon - Рассказы для детей, Оскар Уайльд - Sarah, Plain and Tall, Patricia MacLachlan |

## Награды
Линч получил множество наград, в их числе:
- Награда Матушки Гусыни[англ.][8] за иллюстрации к книге «Сумка лунного сияния» Алана Гарнера[5][9]
- престижная Kate Greenaway Medal (дважды, за иллюстрации к книге «Рождественское чудо мистера Туми» Сьюзан Войцеховски[10] и за иллюстрации к книге When Jessie Came Across the Sea Эми Хест)[5]
- Christopher Medal (трижды, в том числе за иллюстрации к книге «Рождественское чудо мистера Туми» Сьюзан Войцеховски)

## Другие работы
В последние годы Линч также занимался созданием театральных афиш для Ирландской оперы и дублинского Театра Аббатства.
Линч также  создал несколько наборов почтовых марок для An Post (Почты Ирландии), в том числе, четыре набора на рождественскую тематику.
В 2006 году Линч завершил работу над двумя большими, выполненными маслом фресками на тему «Путешествия Гулливера» для новой Библиотеки графства Каван.
Линч выступал с лекциями на тему собственных работ, а также живописи и  иллюстрирования в Национальной Галерее Ирландии, Национальной Библиотеке Ирландии и в Национальном Музее печати Ирландии, а также на множестве конференций в США и в разных американских колледжах.